# Société des Artistes Indépendants
Die Société des Artistes Indépendants (dt. Vereinigung unabhängiger Künstler), oft zitiert mit ihrem Ausstellungsort als Salon des Indépendants, ist eine am 29. Juli 1884 in Paris gegründete Vereinigung, zu deren Gründern Albert Dubois-Pillet, Odilon Redon, Georges Seurat und Paul Signac gehörten.

## Geschichte
Während des Zweiten Kaiserreiches hatten Künstler, die nicht von der Académie royale de peinture et de sculpture oder durch aktuelle politische Konstellationen unterstützt wurden, wenig Gelegenheit, ihre Werke zu veröffentlichen und dadurch zu den anerkannten Künstlern aufzusteigen.
Die Anzahl der vom Pariser Salon zurückgewiesenen Werke nahm indes stetig zu.
Als Reaktion auf diese Verhältnisse begannen die Künstler, sich selbst zu organisieren, so dass schließlich 1884 die Gruppe der unabhängigen Künstler, autorisiert vom Ministerium für bildende Kunst, die Gelegenheit erhielt, eine Ausstellung zu eröffnen, für welche die Stadt Paris die Räumlichkeiten zur Verfügung stellte.
Zwischen dem 15. Mai und 15. Juli konnte so die erste „freie“ Ausstellung zeitgenössischer Kunst mehr als 5000 Exponate von über 400 Künstlern zeigen.

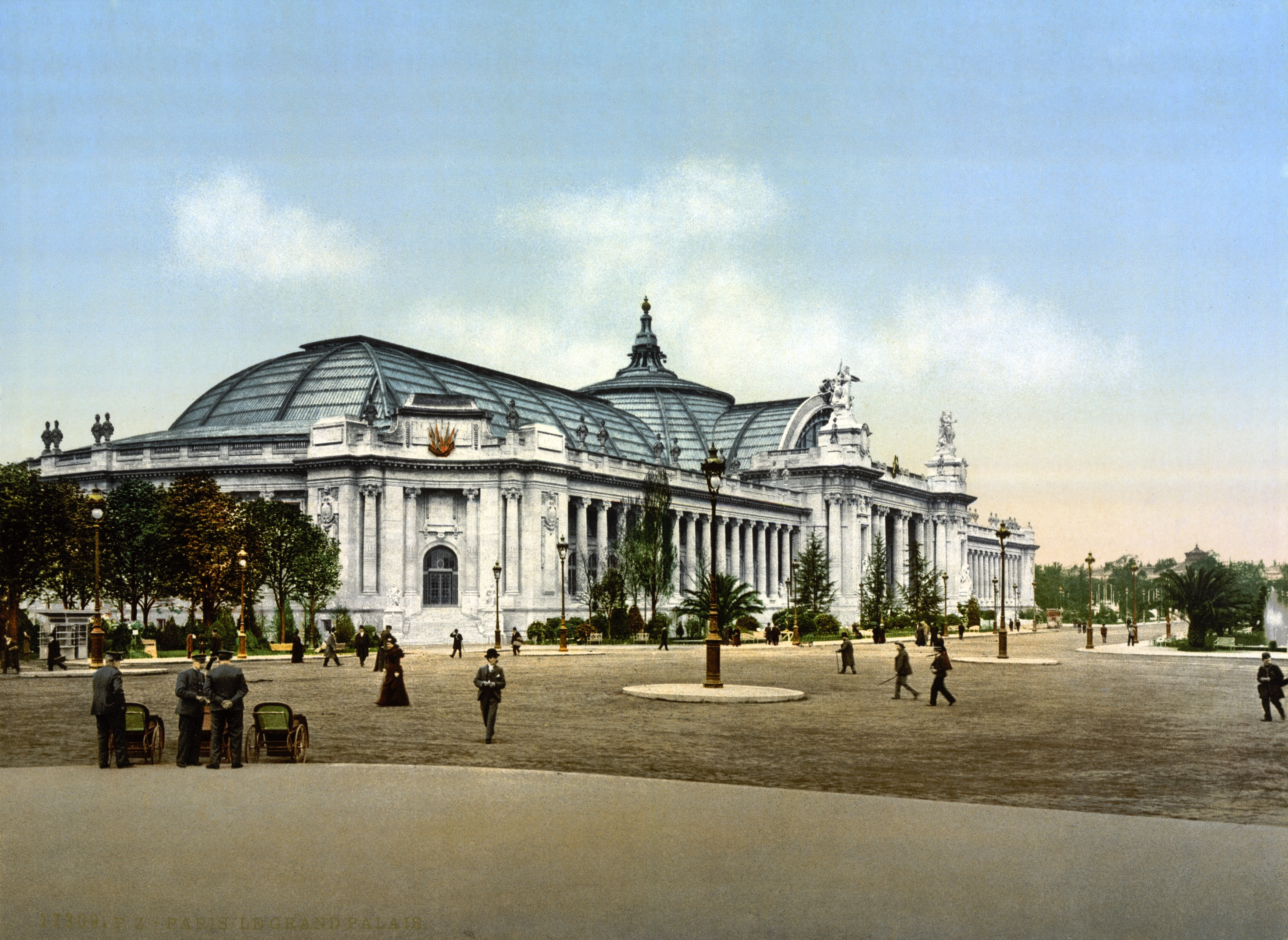
Das Grand Palais, um 1900.

Die Vereinigung, die sich kurz darauf am 29. Juli 1884 gründete, lehnt in ihrem Statut Jurys und Auszeichnungen ab, und ist darauf bedacht, die Kunstwerke durch das Publikum selbst bewerten zu lassen.
Am 1. Dezember 1884 eröffnete Lucien Boué, der Präsident des Conseil de Paris, den ersten Salon des Indépendants, der sich vom früheren Salon des Refusés durch die vollständige Unabhängigkeit gegenüber offiziellen Institutionen unterscheidet.
Es waren unter anderem Werke von Georges Seurat, Paul Signac, Henri Edmond Cross, Odilon Redon, Albert Dubois-Pillet, Louis Valtat, Armand Guillaumin und Charles Angrand ausgestellt.
Im Jahr 1910 wurde im Salon ein Gemälde eines Italieners namens Joachim-Raphaël Boronali mit dem Titel Sonnenuntergang über der Adria ausgestellt –  eine Landschaft, versehen mit wirren Linien. Der Journalist Roland Dorgelès, einer der Urheber der Aktion, bekannte später, dass diese auf dem Gemälde von einem Eselsschwanz produziert worden seien. Ein Sammler hatte das Werk damals für vierhundert Franc erworben. Die Debatte im Ausstellungsraum und die Presseberichte sollen zwischen Ablehnung und Begeisterung geschwankt haben. Die Details sind heute nicht mehr feststellbar. Es handelte sich um einen Angriff auf die gesamte Avantgarde. Der Fall beschäftigte deshalb die Kunstwelt noch weiter in den nächsten Jahren und Jahrzehnten. Zwei Jahre später, 1912, eröffnete in Moskau eine Ausstellung namens Eselsschwanz.
Seit 1920 erhielt die Vereinigung das Grand Palais für die Ausstellungen des Salons.
Die Anerkennung als gemeinnützige Organisation erfolgte am 30. März 1923.
Die noch heute aktive Vereinigung veranstaltet jährlich diverse Ausstellungen.

## Aussteller (Auswahl)
- Alexander Archipenko

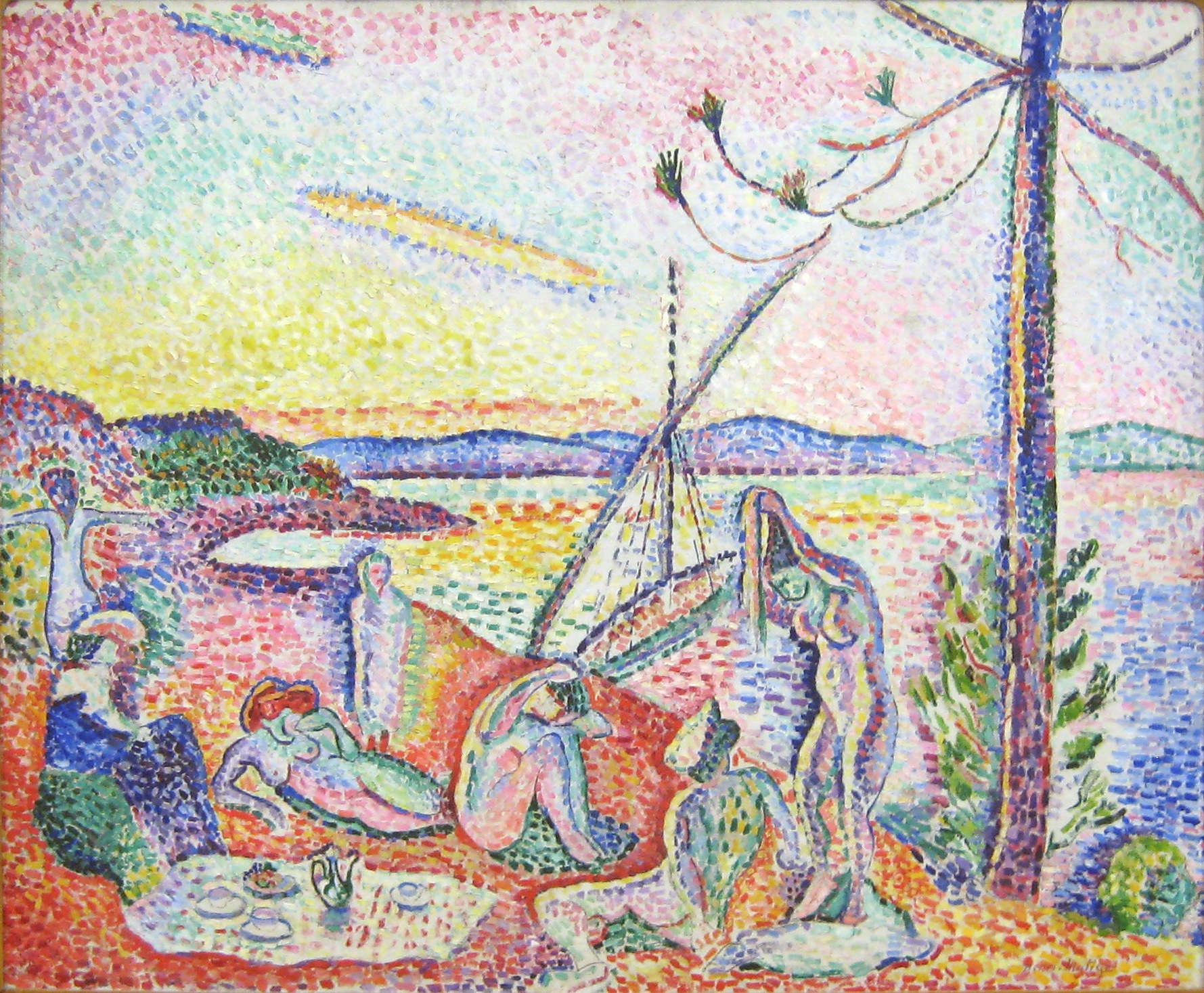
Henri Matisse, 1904, Luxe, Calme et Volupté (Luxus, Stille und Begierde), Öl auf Leinwand, 98,5 × 118,5 cm, Musée d’Orsay, Paris, 1905 im Salon ausgestellt

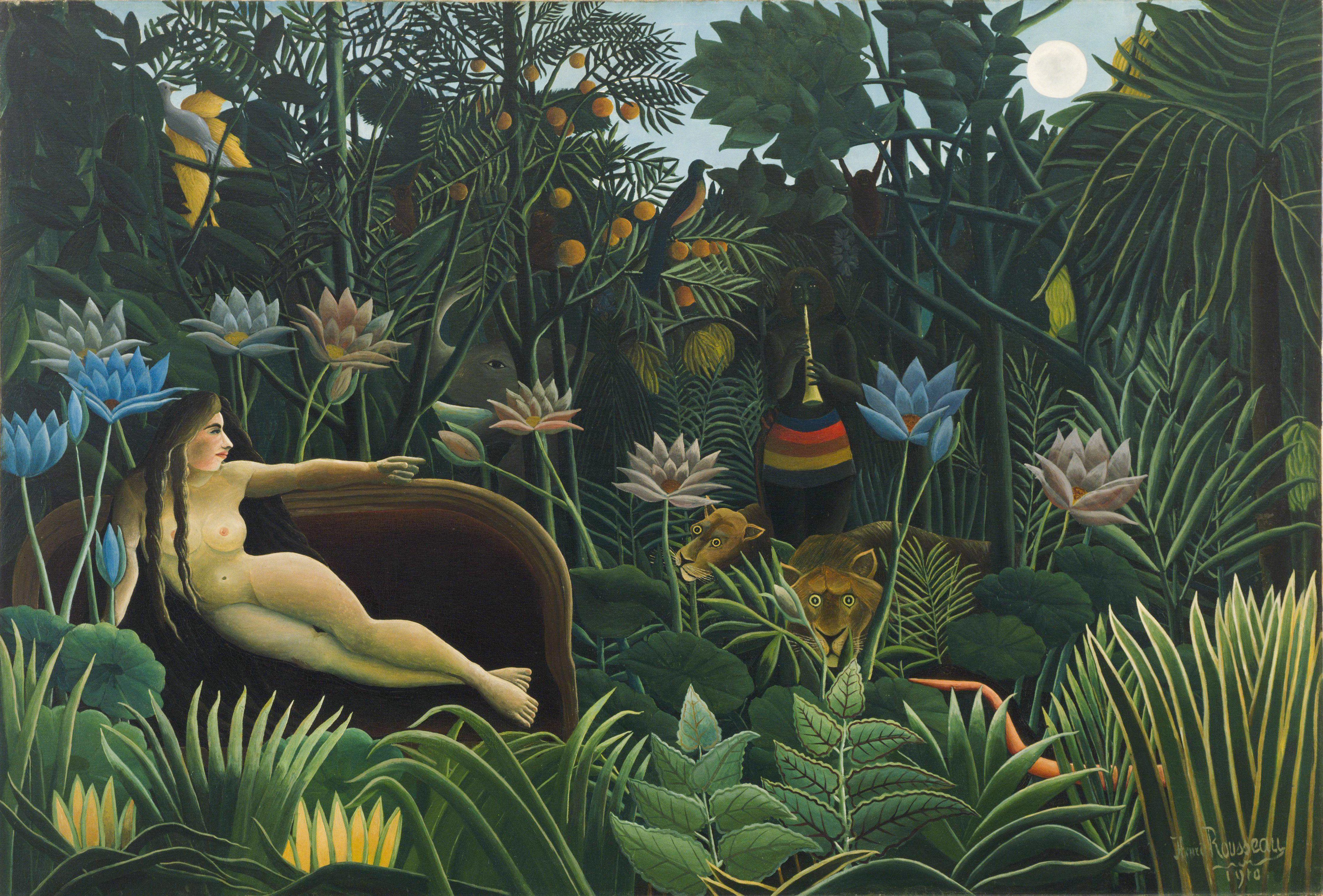
Henri Rousseau: Le rêve (Der Traum), 1910, Museum of Modern Art, New York, 1910 kurz vor dem Tod des Künstlers im Salon ausgestellt

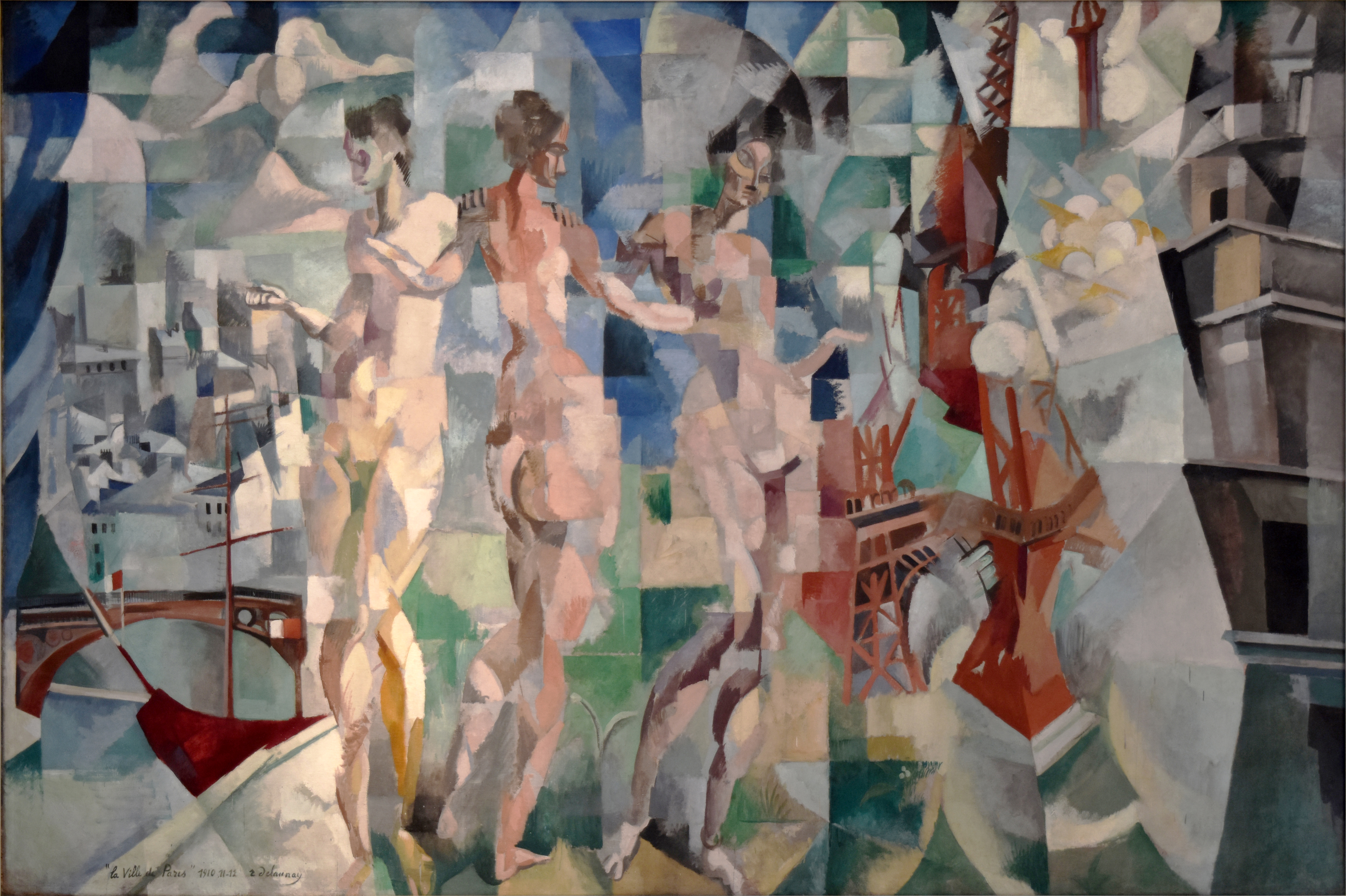
Robert Delaunay, 1912, La Ville de Paris, Öl auf Leinwand, Musée d’art moderne de la Ville de Paris, 1912 im Salon ausgestellt

- Moïse Bercovici Erco (1932 und 1939)
- Albert Bertalan
- Maurice Boitel
- Georges Braque
- Rodolphe Bolliger
- Bernard Buffet
- Henri Cadiou
- François-Rupert Carabin
- Jean Carzou
- Marc Chagall
- Giorgio de Chirico
- Adolf Christmann
- Alfred Courmes
- Robert Delaunay
- Sonia Delaunay-Terk
- Óscar Domínguez
- Henri Julien Dumont
- André Evard
- Alexandra Exter
- Yitzhak Frenkel Frenel
- Ida Gerhardi
- Alberto Giacometti
- Pierre Gilou
- Georges Gimel
- Vincent van Gogh (1889 und 1890)
- Henryk Gotlib
- Henri Héran (1899/1900)
- René Iché
- Émile Joseph-Rignault
- Wassily Kandinsky
- Kasimir Malewitsch
- Henri Matisse
- Wadim Meller
- Joan Miró
- Amedeo Modigliani
- Piet Mondrian
- Jean Monneret
- Henrik Moor
- Edvard Munch
- Odilon Redon
- Jeanne Rij-Rousseau (ab 1908)
- Jelka Rosen
- Henri Rousseau
- Paul Signac
- Alfred Sisley
- Léopold Survage
- Amadeo de Souza-Cardoso
- Henri de Toulouse-Lautrec (1889)
- Joachim Weingart (1926)